# Journal of the European Mathematical Society
Journal of the European Mathematical Society — ежемесячный рецензируемый математический журнал.
Основан в 1999 году.
Публикует статьи по всем областям чистой и прикладной математики.
Был основан с целью продвижения междисциплинарной работы в математическом сообществе и сохранения единства чистой и прикладной математики.
Большинство опубликованных статей являются оригинальными исследовательскими статьями, но журнал также публикует обзорные статьи.
Журнал издавался Springer до 2003 года.
С 2004 года он публикуется Европейским математическим обществом.
Первым главным редактором был Юрген Йост, за которым в 2004 году последовал Хаим Брезис.

## Показатели
Индекс MCQ на 2021 год составил 2.36 при среднем 0,48.
Журнал индексируется в MathSciNet, Zentralblatt MATH, Science Citation Index.